# Microregiunea Ibrány–Nagyhalász
Microregiunea Ibrány–Nagyhalász (în maghiară Ibrány-Nagyhalászi kistérség) a fost o microregiune statistică (kistérség) din județul Szabolcs-Szatmár-Bereg, Ungaria.
Cu o populație de 43.435 locuitori și o suprafață de 520,97 km2, aceasta a existat până în 2014, când în Ungaria, microregiunile ”kistérségek” au fost înlocuite de districte (járások).